# Sminthopsis
Sminthopsis és un gènere de marsupials peluts de la mida d'un ratolí i amb les potes estretes. Són principalment insectívors. El cromosoma Y dels mascles té únicament quatre gens, que és el cromosoma Y més petit de tots els mamífers.
N'hi ha vint-i-una espècies a Austràlia i Nova Guinea.
- Gènere Sminthopsis 
  - Grup d'espècies S. crassicaudata
    - Ratolí marsupial cuagruixut, Sminthopsis crassicaudata

  - Grup d'espècies S. macroura
    - Ratolí marsupial de Kakadu, Sminthopsis bindi
    - Ratolí marsupial de Butler, Sminthopsis butleri
    - Ratolí marsupial de Douglas, Sminthopsis douglasi
    - Ratolí marsupial de cara ratllada, Sminthopsis macroura
    - Ratolí marsupial de galtes vermelles, Sminthopsis virginiae

  - Grup d'espècies S. granulipes
    - Ratolí marsupial cuablanc, Sminthopsis granulipes

  - Grup d'espècies S. griseoventer
    - Ratolí marsupial d'Aitken, Sminthopsis aitkeni
    - Ratolí marsupial de Boullanger Island, Sminthopsis boullangerensis
    - Ratolí marsupial de ventre gris, Sminthopsis griseoventer

  - Grup d'espècies S. longicaudata
    - Ratolí marsupial cuallarg, Sminthopsis longicaudata

  - Grup d'espècies S. murina
    - Ratolí marsupial d'Archer, Sminthopsis archeri
    - Ratolí marsupial cuallarg petit, Sminthopsis dolichura
    - Ratolí marsupial fuliginós, Sminthopsis fuliginosus
    - Ratolí marsupial de Gilbert, Sminthopsis gilberti
    - Ratolí marsupial de peus blancs, Sminthopsis leucopus
    - Ratolí marsupial cuaprim, Sminthopsis murina

  - Grup d'espècies S. psammophila
    - Ratolí marsupial de peus peluts, Sminthopsis hirtipes
    - Ratolí marsupial d'Ooldea, Sminthopsis ooldea
    - Ratolí marsupial del desert, Sminthopsis psammophila
    - Ratolí marsupial de Youngson, Sminthopsis youngsoni